# انفجاری‌های دندانی و لثوی بی‌واک
انفجاری لثوی بی‌واک یک حرف صامت (همخوان) است. این حرف در الفبای آوانگاری بین‌المللی با /t/ نشان داده می‌شود و برابر با حرف ت در زبان فارسی است. این همخوان در بیشتر زبان‌های جهان وجود دارد. یکی از زبان‌های که جز در وامواژه‌ها فاقد این همخوان است زبان هاوایی می‌باشد.